# بروهل (بادن)
بروهل (به آلمانی: Brühl) یک شهر در آلمان است که در راین-نکار-کرایس واقع شده‌است. بروهل ۱۴٬۲۵۶ نفر جمعیت دارد.

## خواهرخوانده
شهرهای Ormesson-sur-Marne, Weixdorf و Dourtenga Department خواهرخوانده‌های بروهل (بادن) هستند.